# Santanense (Itaúna)

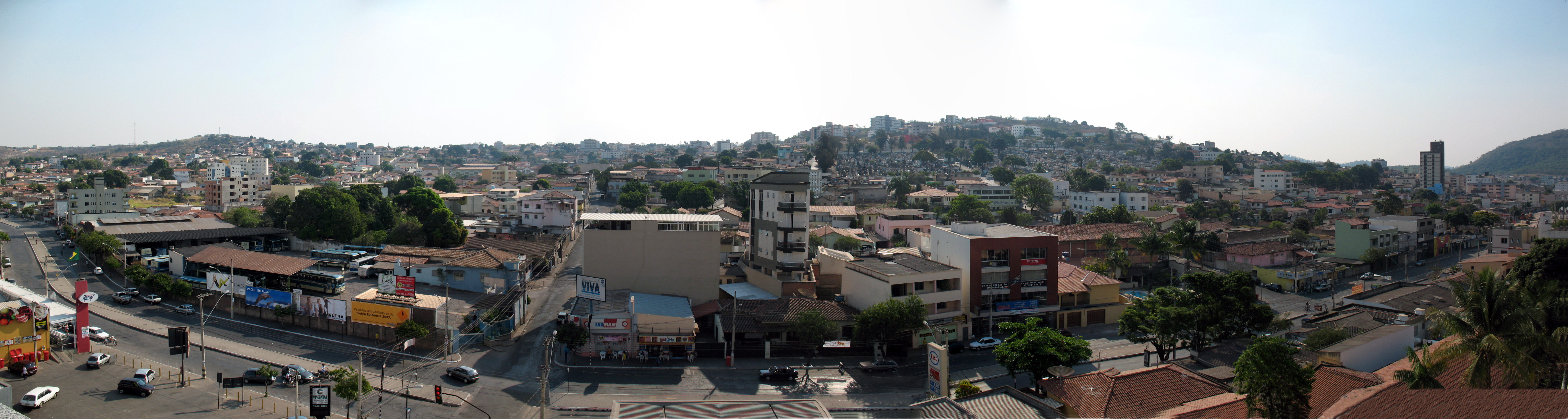
Panorama da Cidade de Itaúna, com Santanense ao fundo

Santanense é um bairro localizado em Itaúna, Minas Gerais. Sua população, de acordo com o Censo  Demográfico de 2010, publicado pelo IBGE, é de 3405 habitantes, sendo, segundo a mesma estatística, 1639 homens e 1766 mulheres. O bairro se localiza na porção oeste da cidade, sendo cortado pela Linha Férrea e pelo Ribeirão dos Capotos. Ele é a ligação entre o Centro da cidade e os subúrbios itaunenses. 

## História

### Fundação do Bairro e a Chegada da Indústria têxtil
A história de Santanense como parte ativa da vida dos itaunenses começa em 1891, com a fundação da Companhia de Tecidos Santanense. Segundo Miguel Augusto Gonçalves de Souza, historiador natural de Itaúna,  "A fábrica foi construída em terrenos que pertenciam a Manoel José de Souza Moreira, [...] na qual funcionou o escritório da empresa, tudo por ele cedido por três contos de réis. Assim nasceu a fábrica, movida a água pelo ribeirão do Capoto, na fazenda da Cachoeira, na barra do Rio São João. Ela Foi fundada em 7 de Setembro de 1895."
Com a fundação da empresa, percebe-se que a cidade de Itaúna, antes concentrada na região do Morro do Rosário, centro, começou a crescer ao logo do curso do Rio São João, muito pelo estabelecimento da popularmente conhecida apenas como Santanense, como também complementa Souza: "É exatamente esse continuado processo de industrialização que tem dirigido o crescimento urbano municipal, a começar pela fundação da Companhia de Tecidos dos Santanenses, em 1.891, dando origem ao próspero bairro de idêntico nome e alargando, assim, as fronteiras urbanas municipais."

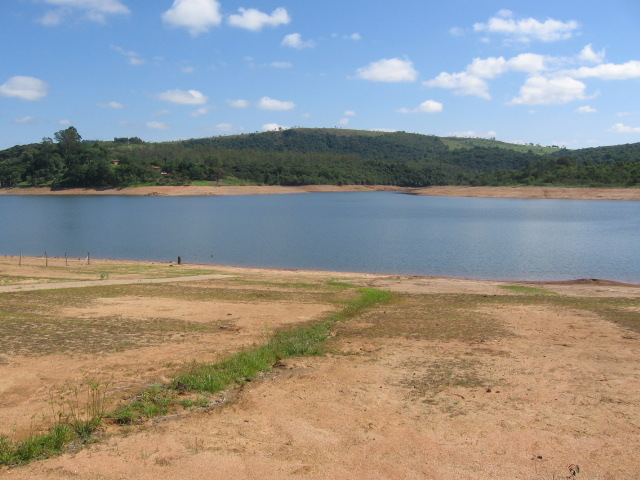
Barragem do Benfica, em Itaúna

Em 1954, foi instalada na cidade a Barragem do Benfica, em homenagem a Benfica Alves de Magalhães, dono das terras em que a usina hidrelétrica e, consequentemente, a barragem, seriam construídas. Como também conta Souza, "A vazão irregular do Rio São João, variando entre 2 a 120 metros cúbicos, motivou a construção, pela iniciativa privada, através da Companhia Industrial Itaunense e da Companhia de Tecidos Santanense, da Represa do Benfica, duas vezes maior do que a Pampulha, ocupando uma área de 4,5 quilômetros quadrados." Essa variação no nível da água ora provocava falta d'água na cidade, ora a inundava.
Em 1981, nas comemorações do nonagésimo aniversário da Companhia, foi inaugurado à Praça Juvenal Pereira um busto do fundador da indústria na região. Uma curiosidade é que a Santanense, juntamente de outras sete, foram as únicas indústrias de tecidos fundadas nos anos 1800 que sobreviveram à virada do século - e, neste caso, também à virada do milênio.

### Estação Ferroviária
A estação ferroviária de Santanense foi criada em 1920, para atender a rota da estrada de ferro Belo Horizonte- Garças de Minas, aberta entre 1911 e 1916 pela Estrada de Ferro do Oeste Mineiro. Esse prédio foi totalmente destruído por um incêndio em 1947. Segundo relatos orais de viventes do acontecido, tudo começou por faíscas das labaredas vindas da Maria-Fumaça que passava pelos trilhos e que acabaram chegando a um estoque de algodão da Fábrica. Lá também funcionava uma estação de telégrafo, e o agente lá mesmo residia. Consta que a estação construída após esse incidente seria semelhante à anterior. Embora tenha sido o prédio tombado pelo IPHAN em 2010, atualmente ele se encontra abandonado, servindo de moradia para mendigos.

### Tentativa de Emancipação
Outro capítulo da história do bairro é a tentativa de separação dele da cidade de Itaúna. Pela lei de número 169, de 04/11/1952, Santanense foi elevado à categoria de bairro, juntamente com outras localidades, como o Serrado (atual Piedade) e Garcias. No entanto, em 1963, devido à desavenças políticas, Santanense quis se separar. Conta a história que os políticos do bairro não gostavam de Milton de Oliveira Penido, Prefeito Municipal de Itaúna, então, encabeçados pelo deputado Alvimar Mourão, requisitaram ao Governo Estadual que desmembrassem a cidade de Itaúna em duas, incorporando o próprio Garcias.
Miguel Augusto Gonçalves de Souza conta que "Alvimar Mourão [...] convidou praticamente todos os deputados estaduais para visitarem Santanense. Ele os conduzia através da rodovia MG-050, até o trevo de entrada do bairro, recentemente construído, e os conduzia através de via pavimentada, construída no Governo Magalhães Pinto, até a praça Juvenal Pereira, a principal do bairro, e com excelente aspecto, onde os deputados [...] visitavam as instalações industriais da Companhia de Tecidos Santanense, das mais modernas do estado. O deputado Alvimar Mourão, ademais, os conduzia até a estação ferroviária do bairro com o objetivo de demonstrar, através de um marco da R.M.V. [Rede Mineira de Viação], que o espaço entre Santanense e Itaúna era de exatamente quatro quilômetros. [...] Existiria ainda, segundo mostrava, à distância, 'uma mata virgem de eucaliptos'".
Apesar da tentativa e do esforço dos interessados, a emancipação não ocorreu, pois Santanense, ou melhor, Governador Magalhães Pinto, como seria chamado o município, não cumpria todos os requisitos impostos pela CEDAJE, órgão do Governo Estadual responsável pela criação e desmembramento de novos municípios, como ter apenas por volta de 2000 habitantes, enquanto o necessário era cinco vezes mais. Além disso tudo, para enterrar de vez a ideia, a CEDAJE compreendia que a criação de novos municípios deveria ocorrer somente a partir de distritos - e Santanense era, e ainda é, um bairro.
A "mata virgem de eucaliptos", a qual Mourão se referia, não passava de uma simples plantação de propriedade da Fábrica, em que corria uma estrada de terra batida, de dois quilômetros, sem qualquer tipo de iluminação noturna. Em 11 de Setembro de 1965, foi entregue à comunidade a Avenida Doutor Miguel Augusto Gonçalves, popularmente conhecida como Reta de Santanense, sendo uma ligação entre a Praça Doutor Augusto Gonçalves, "da Matriz", no Centro, e Santanense, reforçando ainda mais que a emancipação era infundada. O nome da avenida foi escolhido em homenagem ao historiador, que teve participação mediando o entrave da separação.
Em 1966, mesmo com a "mágoa" do prefeito Milton com os projetos udenistas de separação, investimentos foram realizados no Bairro, como o aprimoramento de abastecimento de água potável, ampliação da rede de esgoto e a principal obra, a criação da Escola Estadual Dª Judith Gonçalves, dando ao habitantes do bairro acesso ao ensino do segundo grau., inaugurada aos 30 de janeiro do referido ano.

### Paróquia Coração de Jesus

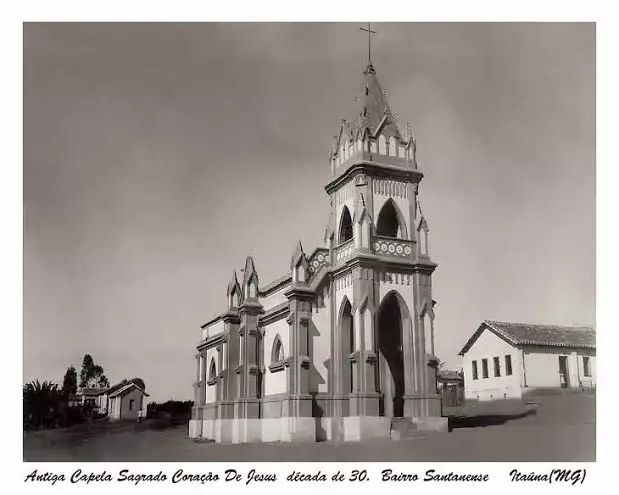
Antiga Capela do Sagrado Coração de Jesus

#### Igreja Matriz
Em assembleia realizada em 30/01/1930, a Companhia de Tecidos Santanense se comprometeu a contribuir com a quantia de 3000 réis para a construção de uma capela no bairro. Apenas em 17/04/1932 as obras começaram. Uma imagem do Sagrado Coração de Jesus foi para o canteiro levada e abençoada em 19/06/1933, ficando Ele o padroeiro da comunidade. Em 17/06 do ano seguinte, a capela finalmente estava pronta. O primeiro vigário empossado era conhecido como Pe. José Ferreira Neto. 
Com o crescimento do bairro, e, consequentemente, do número de fiéis, a velha capelinha já estava ficando pequena. E ela "diminuiu" ainda mais quando em 18/01/1953 a então comunidade foi elevada à categoria de paróquia, com o mesmo Ferreira Neto continuando responsável por ela. Começaram então as tratativas e negociações para a construção de uma igreja maior, uma Matriz do Sagrado Coração de Jesus. Em 01/05/1961 as obras começaram, com o povo de Santanense, segundo consta no histórico oficial da Diocese, "doando 77% dos valores e 100% dos esforços". A construção da igreja terminou em 1967, para atender os anseios religiosos do Bairro.

#### Cemitério
Argumentada a distância entre Santanense e a sede do município, em 30/01/1948 foi aprovada a construção de um cemitério no bairro, a fim de abranger os 800 funcionários da fábrica e seus familiares em caso de falecimento.

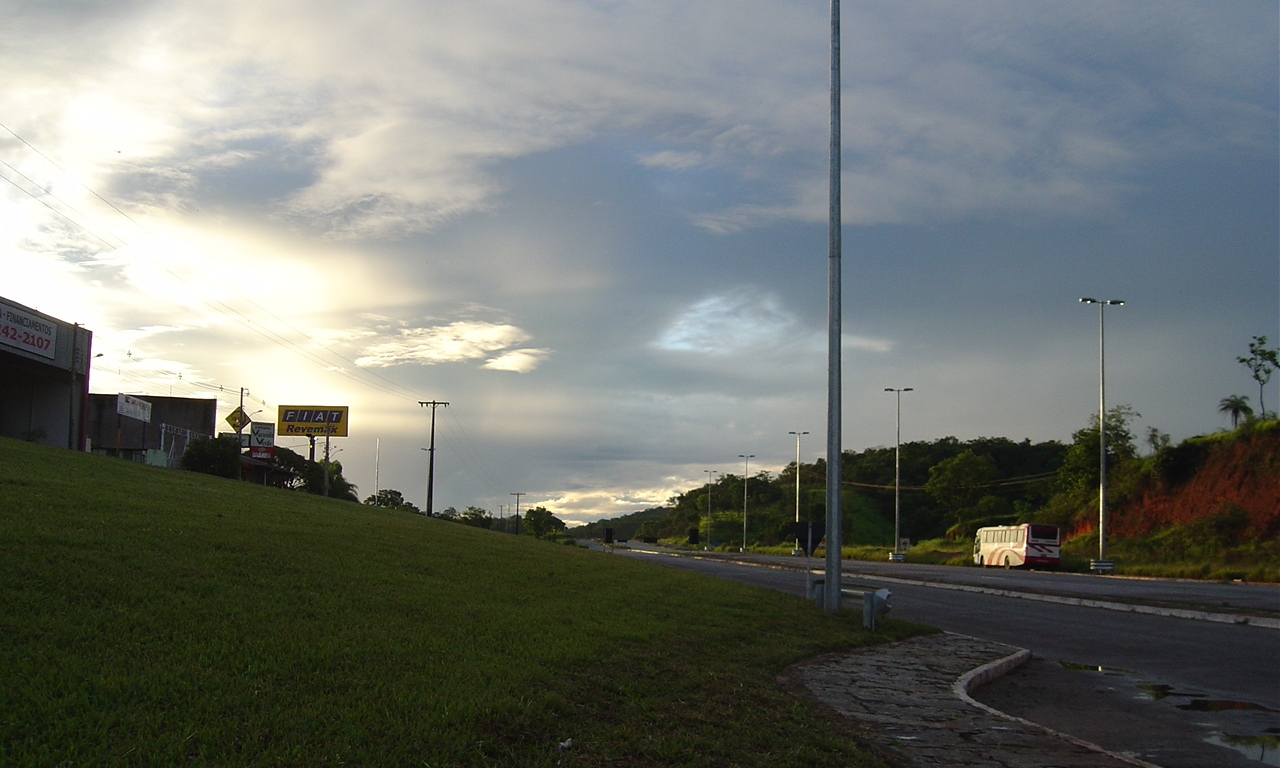
Rodovia MG-050, a qual delimita Santanense

### Geografia do Bairro
Localizando-se na parte oeste do município de Itaúna, Santanense limita-se a norte com a MG-050; a leste com o bairro João Paulo II; a sul com os bairros Residencial Santanense, Vale das Aroeiras e Alaíta; a leste encontra-se a Reta de Santanense, bem como o Morro do Tropical, que tem altitude máxima de aproximadamente 957 metros. Por falar em altitude, a da Praça Juvenal Pereira, é de 830m.

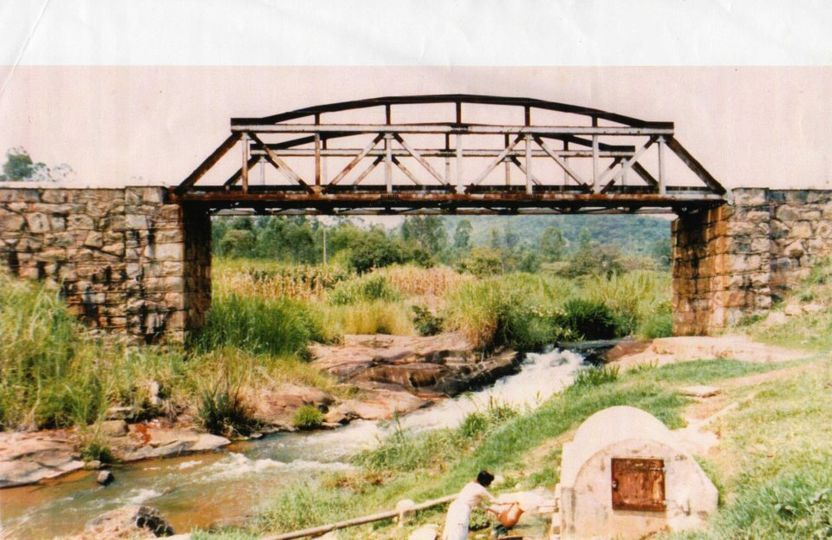
Pontilhão de Santanense, sobre os Capotos. Anos 80.

No bairro se localiza a ETE, Estação de Tratamento de Esgoto, gerida pelo SAAE, Serviço Autônomo de Água e Esgoto, municipal. A estação fica na foz do Ribeirão dos Capotos com o Rio São João, sendo o Rio subafluente do Rio São Francisco, incluindo Santanense na Bacia Hidrográfica do Velho Chico. Um ponto turístico do bairro é a Usina do Caixão, a qual funcionava em um prédio tombado ainda existente do século XIX. 
Há duas escolas, a municipal Souza Moreira, focada na Educação Infantil e no Ensino Fundamental I e o "Grupo Escolar", a escola Judith Gonçalves, que oferece o Ensino Fundamental II, Ensino Médio e alguns cursos profissionalizantes. Há também uma Praça de Esportes, a qual conta com piscinas, quadra e campo de futebol. O Comércio do bairro é quente, com, por exemplo, dois supermercados: a Casa Rena na Avenida Albino Santos e o Supermercados BH, na Avenida Juscelino Kubitschek, na divisa com o bairro Alaíta.